# Софтенджин
„Софтенджин“ (на английски: Softengine) е финландска рок (алтернативен рок) група, представила Финландия на 59-о издание на песенния конкурс „Евровизия“. Съставена е от пет члена, като към началото на 2014 година най-младият член е на 16 години, а най-възрастният – на 19.

## Кратка история
Групата е сформирана през 2011 година. Скоро нейните членове започват да набират средства, необходими за финансиране и реализиране на дебютен албум. Носещ името „Hmm“, албумът е записан в лятната вила на бабата и дядото на Топи.
Истинският пробив на групата идва през 2014 година, когато решават да вземат участие във финландската селекция. В крайна сметка песента им „Something Better“ печели националната селекция, получавайки максимален брой точки от журито и телевизионните зрители.